# Kovách László (politikus)
Visontai Kovách László (Gyöngyös, 1827. október 26. – Abbázia, 1889. május 7.) országgyűlési képviselő, a képviselőház háznagya, főjegyző.

## Élete
Kovács János földbirtokos és Latinovics Eszter egyetlen fia. Tanulmányait kitűnő sikerrel végezte a pesti egyetemen és húszéves korában már jurátusnak esküdött fel. Részt vett az 1847-48. évi pozsonyi országgyűlésen Heves megye követei mellett és lelkesedett az akkor éppen ott lefolyt hazafias küzdelmeken. Azután aljegyző lett Pest megyénél. A szabadságharc kitörésekor ő is fegyvert fogott, végig küzdötte a szabadságharcot egészen a világosi fegyverletételig és a századosságig emelkedett.
Családjához tért vissza; atyja egy 300 holdas birtokrészt adott át neki Heves megyében Vámosgyörkön, ahol gazdálkodni kezdett. Elméleti és gyakorlati tanulmány által a gazdasági ismeretekben előre haladván, atyja utóbb egész birtokát adta kezelése alá. Most a magán körén kívül a társadalmi és irodalmi téren is kezdett dolgozni. Nagy ösztönzésére szolgált az Országos Magyar Gazdasági Egyesületnek 1857-ben tartott országos kiállítása és az arra következett újra szervezkedése, amelyeknél tevékeny részes volt.
1858 elején már mozgalmat indított egy Heves megyei gazdasági egyesület alakítására, mely létre is jött, első gyűlése 1858. április 8-án a gyöngyösi kaszinó helyiségében az ő elnöklete alatt tartatott meg. Ugyancsak az ő vezetése alatt 638 kiállítóval létesült azon év november 20-22-én Gyöngyösön a gazdasági kiállítás. Az egyesült évkönyveit is sok évig Kovách maga szerkesztette. Ez a Heves megyei gazdasági egyesület szolgált bölcsőjéül a pest-miskolci vasúttársaság megalakításának, melynek ügyét Kovách külön röpirat megírásával is előmozdította, azután a gyöngyösi takarékpénztár és a Gyöngyösi Lapok keletkezése. Ez egyesület elnökségén kívül Kovách elnöke volt a Heves megyei s jászsági lótenyésztő bizottságnak és alapító tagja és szintén haláláig elnöke az első magyar gyapjúmosó gyárnak.
1864. februárban az Országos Magyar Gazdasági Egyesület megválasztotta választmányi tagjává; gyakran részt vett a gyűléseken és különösen a kiállítások rendezésében tevékenyen szerepelt. Saját birtoka, faültetvényekkel szegélyezett táblákra osztva, kulturmérnökileg létesített rétöntözéssel, tejgazdasággal és göbölyhízlalással valódi mintagazdaság volt.
Az 1860. október 20-ai diploma után megyei főjegyzővé választották, az 1861. évi országgyűlésre pedig a gyöngyöspatai kerület képviselőnek küldötte. Ettől fogva minden országgyűlésen tagja volt a képviselőháznak és pedig háromszor a gyöngyöspatai, egyszer Szatmár megye krassói, egyszer Sopron megye eszterházi választókerületét, azután pedig állandóan Gyöngyöst képviselte. 1861-ben mindjárt a Felirati Párthoz csatlakozott, melynek Deák Ferenc volt a vezére, s kitartólag megmaradt e párton; a pártvezér is érdemesítette bizalmára.
1866 végén élénk részt vett a kiegyezési tárgyalásokban, a Deák-párt megalakításában és a Deák-kör szervezésében, melynek igazgatójává választatott; sőt már ezen az országgyűlésen a képviselőház háznagyi hivatalára is őt választották meg. 1876-ben, a koronázási díjnak a királyi pár által a honvédek, azok özvegyei és árvái segélyezésére történt adományozása következtében megalakulván a honvédsegélyző országos egyesület, ez őt választotta alelnökévé. 1871-ben Gyöngyös város díszpolgári oklevéllel tisztelte meg. Alapító és választmányi tagja lett a Magyar Földhitelintézetnek.
Szónokként az országgyűléseken ritkán lépett fel; szakértelmét és tanulmányait különösen az anyagi kérdésekben, vasúti és általában a nemzetgazdasági ügyekben érvényesítette. Deák Ferenc nagyon szerette, még tréfálni is szeretett vele: azt állította előtte, hogy a képviselői háznagyság nem a törvényhozási hatósági, hanem csak a szolgálati személyzethez tartozik, ugyanazért valahányszor képviselői havi fizetését átadta, amelyet tiszteletből Kovács mindig maga személyesen szokott kézbesíteni az öreg úrnak, rendesen egy hatost, mikor szálláspénzt is vitt, akkor két hatost szokott neki adni. Ezeket a hatosokat Kovács mindig köszönettel fogadta és ereklyeképp rakta félre, Deák halála után pedig egy tálcába foglaltatta össze, a tálca fenekén: Deák Ferencz hatosai 1865-től 1876-ig bevésett felirattal; özvegye ezt a tálcát a Deák-szobának szánta, ahol Deák ereklyéi őriztetnek.
Családi csapások, egyetlen fia halála, a Baldaccy Antal hagyatékai gondnokságából származott bajok és zaklatások megtörték lelki s testi erejét, többszöri szélütés érte, melyből ugyan 1889 tavaszán Abbaziában látszólag kigyógyult, azonban ugyanott május 7-én újabb szívszélütés véget vetett életének.

## Írásai
Cikkei a Vadász- és Versenylapban (1857. Néhány szó az általános gazdasági kiállításon kiállított lovakról, 1858. A gazda mint vadász, A hazai lóversenyekről, Balogh Elek úrnak az ebadó tárgyában, Egyesületi ménes rajza, 1859. Az egyesületi ménesek érdekében, Egy kis előcsatározás a lónevek érdekében, 1862. Csenderes, A lóárverésről és lóeladásról, 1863. A csenderesekről, 1864. Inségbazár, Ernő Szász-Coburg góthai herczeg egyiptomi utazásából, 1865. Vadásztörvény, Egy magán ügető verseny, 1867. A vadkacsa fogásról, 1870. Bács-Bodrogmegye öregagár-versenye), a Pesti Naplónak 1856-tól folytonosan munkatársa volt, politikai és nemzetgazdasági cikkeket írt a lapba, a Gazdasági Lapokba (1858-1859. A Howard-eke, ábrával, A hevesmegyei gazdasági egyesület és a következő évfolyamokban is, Ellenindítvány Vidats gyárát illetőleg. Lóerőre idomított röck-féle cséplőgép, Őrlőmalmok és a jury ítélete, 1862. Pár szó a kossuthi gazdaság leirásáról, könyvismertetés, 1863. Eichinger rostái, A Smiedfild-club gazdasági kiállítása Londonban, 1867. Fölhivás az első magyar gyapjumosó-gyár érdekében, 1868. Hevesmegye és Jász-kerületi gazdasági egyesülete), a Falusi Gazdában (1858. Lótenyésztés egyesületi úton, erre válasz a 39. sz., Egy kis beszélgetés a szárazságról és pár szó a telelésről, Nyilt levél Kenessey Kálmánhoz: a schwaben-neuburgi lótenyésztő társulat ismertetése, Gazdasági gyakorlatok: Pénzhiány és ártalanság, Cseléd és napszámos, Birtokrendezés, tagosítási összesítés telkes gazdaságainkban, Procentuatio gyakorlati példával, Igénytelen nézetek a hitelességi fogalmakról hazánkban, különösen tekintettel a gazdászatra, Cseléd! cseléd! cseléd!, 1859. A trokár, Hevesmegyi gazdasági egyesület, Répatermelés felesekkel, Válasz Baksay Dániel úrnak, Gubitz András arany érmet nyert ekéje, ábrákkal), a Magyar Gazdában (1859. A gazdászati lap hivatása, Takarmányrépa, Ugarlás, Hazánkban is terem Rambouillet-juh, nem kell külföldről hozni, Észleletek az ercsii szántás-verseny felett, Gazdasági könyvtárak ügyében, különösen Hevesmegye gazdaközönségéhez, Angol gazdasági állapotok, Térey Pál uti naplója, Az angol gazdászat főrugói, Anglia és Magyarország, Miben kövessük angol gazdatársainkat, Kik hivatyák nálunk az angol bérlők szerepére, Téveszmék Anglia gazdászata felől, Földmivelési czikkek: Szántás, Hányfélekép lehet szántani?, Fordítás, Fölkeverés, Domboru, gerinczre szántá, Homoru, öbölre szántás, 1860. Gyeptörés, Ugarlás, Mi kivánatik a jó szántáshoz általában? Minő eke kivántatik a különféle szántáshoz, A szántási időközökről, Neveljünk jó szántókat, Szántásversenykről, a versenyszántások birálatáról, Néhány szó egyesületeinkről, A hevesmegyei gazdasági egyesületről, A hasonszervi gyógymódról, Még egy hang a megyei gazd. egyletek ügyében, Telelési előszámítás, Gazdasági egyleteink s a mozgalmas idők, 1861. Jó tavasz, Nyilt levél a szerkesztőhöz, Repczeszéna, Mozduljunk, alapítsuk meg a földhitelintézetet, Egy Röck-féle négy ló erejű zsákoló cséplőgépnek munkaeredménye 1861. év őszén, Menjünk Londonba), a Kertész Gazdában (1859. Hevesmegyei gazdasági egyesület gyümölcskiállítása), a Gazdasági Füzetekben (1862. Nézetek a birtokrendezés körül), a Közügyekben (1880. Kenessey Kálmán életrajza), a Honban (1881. 57. sz. Népünk olvasmánya), a Nemzetben (1884., 323. sz. A világosi fegyverletétel ügye, 330. sz. Az 1848-1849. harcz megszüntetése), a Szabadelvű Naptárban (1885. Gazdasági egyleteink és azok befolyása közgazdasági viszonyinkra), Országgyűlési beszédei a Naplókban vannak.

## Munkái
- Értekezés a szántás mesterségről. Pest, 1860. (Ebből 20 példányt ajándékozott a Heves megyei gazdasági egyesületnek a nép közt való kiosztás végett).
- Megyerendezés. Uo. 1866.
- A világosi fegyverletétel. Bpest, 1884.

Szerkesztette a Heves megyei gazdasági egyesület évkönyvét.